# Mort ou vif (film)
Pour les articles homonymes, voir Mort ou vif.
Pour plus de détails, voir Fiche technique et Distribution.
Mort ou vif est un film français de Jean Tedesco sorti en 1948.

## Synopsis
Un jeune homme se fait passer pour un célèbre commissaire.

## Fiche technique
- Réalisation : Jean Tedesco
- Scénario : Max Régnier d'après sa pièce de théâtre
- Décors : Raymond Nègre
- Photographie : Maurice Barry
- Montage : Pierre Méguérian
- Son : René Sarazin
- Production : Pathé Distribution[1]
- Pays :  France
- Format :  Noir et blanc - 35 mm - Son mono
- Genre : Comédie
- Durée : 95 minutes
- Date de sortie : 
  - France : 18 février 1948

## Distribution
- Léonce Corne : Le commissaire
- Charles Dechamps : Montignac
- Eugène Frouhins : Le brigadier
- Georges Gosset : 	Justin
- Christian-Gérard : Sicard
- René Lacourt : Martineau
- Marcelle Monthil	: Mademoiselle Zaïre
- Nicole Riche : Michème
- Elisa Ruis : Madame Sicard
- Max Régnier : Amédée Richard
- Sinoël : 	Monsieur Rabatel